# Wolfgang Helck
Hans Wolfgang Helck (16 de septiembre de 1914 – 27 de agosto de 1993) fue un egiptólogo alemán, considerado uno de los egiptólogos más importantes del siglo XX. 
De 1956 hasta su jubilación, en 1979, fue profesor en la Universidad de Hamburgo. Después de su jubilación publicó, junto con Wolfhart Westendorf, Lexikon der Ägyptologie (Enciclopedia de Egyptología), completada en 1992. Publicó muchos libros y artículos de la historia de Egipto y la cultura del Cercano Oriente . Fue miembro del Deutsches Archäologisches Institut (Instituto Arqueológico Alemán), y del Akademie der Wissenschaften zu Göttingen (Academia de Ciencias de Gotinga).
Helck era el hijo del filólogo Hans Helck. Estudió en la Universidad de Leipzig bajo Georg Steindorff, y en la Universidad de Gotinga bajo Hermann Kees, completando sus estudios en 1938. Prisionero de guerra durante la Segunda Guerra Mundial, regresa a Göttingen en 1947, completando su doctorado en 1951.

## Publicaciones
- Der Einfluß der Militärführer in der 18. ägyptischen Dynastie (= Untersuchungen zur Geschichte und Altertumskunde Ägyptens Bd. 14). Leipzig 1939.
- Untersuchungen zu den Beamtentiteln des ägyptischen Alten Reiches (= Ägyptologische Forschungen. Nr. 18). Augustin, Glückstadt/Hamburg/New York 1954.
- Urkunden der 18. Dynastie. Heft 17–22, Akademie Verlag, Berlín 1955–1958.
- Kleines Lexikon der Ägyptologie. Harrassowitz, Wiesbaden 1956 (zusammen mit Eberhard Otto).
- Untersuchungen zu Manetho und den ägyptischen Königslisten (= Untersuchungen zur Geschichte und Altertumskunde Ägyptens. Bd. 18). Berlín 1956.
- Zur Verwaltung des Mittleren und Neuen Reichs (= Probleme der Ägyptologie. Bd. 3). Brill, Leiden 1958.
- Materialien zur Wirtschaftsgeschichte des Neuen Reiches. In: Abhandlungen der Akademie der Wissenschaften und der Literatur in Mainz. Klasse der Literatur. Harrassowitz, Wiesbaden 1960–1969.
- Urkunden der 18. Dynastie. Übersetzung zu den Heften 17–22, Berlín 1961.
- Die Beziehungen Ägyptens zu Vorderasien im 3. und 2. Jahrtausend v. Chr. In: Ägyptologische Abhandlungen (ÄA). Band 5, Harrassowitz, Wiesbaden 1962.
  - 2., verbesserte Auflage. Harrassowitz, Wiesbaden 1971.
- Geschichte des Alten Ägypten. In: Handbuch der Orientalistik. Erste Abteilung, Erster Band, Dritter Abschnitt, Brill, Leiden/Köln 1968. 
  - 2. Auflage. Brill, Leiden/Köln 1981, ISBN 90-04-06497-4.
- Jagd und Wild im alten Vorderasien. Die Jagd in der Kunst, Hamburg, Berlín 1968.
- Die Ritualszenen auf der Umfassungsmauer Ramses’ II. in Karnak. In: Ägyptologische Abhandlungen. Band 18, Harrassowitz, Wiesbaden 1968.
- Der Text der „Lehre Amenemhets I. für seinen Sohn“. In: Kleine ägyptische Texte (KÄT). Harrassowitz, Wiesbaden 1969.
- Die Lehre des Dw3-Htjj. Teil 1 und 2. In: KÄT. Harrassowitz, Wiesbaden 1970.
- Die Prophezeiung des Nfr.tj (=Nefeferti). In: KÄT. Harrassowitz, Wiesbaden 1970.
- Betrachtungen zur Großen Göttin und den ihr verbundenen Gottheiten (= Religion und Kultur der alten Mittelmeerwelt in Parallelforschungen. Bd. 2). München/Wien 1971.
- Das Bier im Alten Ägypten. Berlín 1971.
- Die Ritualdarstellungen des Ramesseums. Teil I (= Ägyptologische Abhandlungen (ÄA). Bd. 25). Harrassowitz, Wiesbaden 1972.
- Der Text des Nilhymnus. In: KÄT. Harrassowitz, Wiesbaden 1972.
- Altägyptische Aktenkunde des 3. und 2. Jahrtausends v. Chr. (= Münchener Ägyptologische Studien. Band 31). München/Berlin 1974.
- Die Altägyptischen Gaue. (= Beihefte Tübinger Atlas des Vorderen Orients.  Reihe B (Geisteswissenschaften), Nr. 5), Wiesbaden 1974.
- Historisch-biographische Texte der 2. Zwischenzeit und neue Texte der 18. Dynastie. In: KÄT. Harrassowitz, Wiesbaden 1975.
- Wirtschaftsgeschichte des Alten Ägypten im 3. und 2. Jahrtausend v. Chr. (= HDO. 1. Abt., 1. Band, 5. Abschnitt). Leiden/Köln 1975.
- Die Lehre für König Merikare. In: KÄT. Harrassowitz, Wiesbaden 1977.
- Die Beziehungen Ägyptens und Vorderasiens zur Ägäis bis ins 7. Jahrhundert v. Chr. (= Erträge der Forschung. Bd. 120). Wissenschaftliche Buchgesellschaft, Darmstadt 1979.
- Lehre des Hordjedef und Lehre eines Vaters an seinen Sohn. In: KÄT. Harrassowitz, Wiesbaden 1984.
- Gedanken zum Ursprung der ägyptischen Schrift. In: Mélanges Gamal Eddin Mokhtar: Bulletin de l’Institut Français d’Archéologie. Kairo 1985.
- Politische Gegensätze im alten Ägypten (= Hildesheimer ägyptologische Beiträge. Bd. 23). Gerstenberg, Hildesheim, 1986.
- Untersuchungen zur Thinitenzeit (= Ägyptologische Abhandlungen. Bd. 45). Harrassowitz, Wiesbaden 1987, ISBN 3-447-02677-4 (eingeschränkte Onlineversion)
- Tempel und Kult. Harrassowitz, Wiesbaden 1987, ISBN 3-447-02693-6.
- Thinitische Topfmarken. Harrassowitz, Wiesbaden 1990, ISBN 3-447-02982-X.
- Das Grab Nr. 55 im Königsgräbertal, Sein Inhalt und seine historische Bedeutung (= Sonderschrift des Deutschen Archäologischen Instituts 29). von Zabern, Maguncia 2001.
- Die datierten und datierbaren Ostraka, Papyri und Graffiti von Deir el Medineh. Harrassowitz, Wiesbaden 2002.
- Untersuchungen zur Thinitenzeit (= Ägyptologische Abhandlungen. Bd. 45). Harrassowitz, Wiesbaden 1987, ISBN 3-447-02677-4.